# Aloha (Washington)
Aloha az Amerikai Egyesült Államok északnyugati részén, Washington állam Grays Harbor megyéjében elhelyezkedő önkormányzat nélküli település.
A település nevét valószínűleg a hawaii nyelvű „aloha” szóról kapta; más források szerint a névadó az Aloha ’Oe című dal.

## Fordítás
- Ez a szócikk részben vagy egészben  az   Aloha, Washington című angol Wikipédia-szócikk ezen változatának fordításán alapul.  Az eredeti cikk szerkesztőit annak laptörténete sorolja fel. Ez a jelzés csupán a megfogalmazás eredetét és a szerzői jogokat jelzi, nem szolgál a cikkben szereplő információk forrásmegjelöléseként.